# Ralph Anspach
Ralph Anspach (1926-2022) fue un profesor americano de economía retirado de la Universidad Estatal de San Francisco. Se graduó de la Universidad de Chicago y en 1948 luchó con los voluntarios de Mahal a favor de la independencia de Israel. Es conocido por crear el juego Anti-Monopoly y las demandas que surgieron de su creación.

## Vida
Ralph Anspach nació en 1926 y creció en Alemania, donde  perteneció al grupo de jóvenes Zionist. En 1938,  escapó de Alemania a Estados Unidos. Anspach se alistó en el Ejército de los Estados Unidos, sirviendo de 1945 a 1946 en una unidad de observación de la artillería en las Filipinas.
Mientras asistía a la Universidad de Chicago, escuchó sobre los problemas del campamento de concentración de sobrevivientes: que serían trasladados y no se les permitiría la entrada a Palestina. Entonces él se ofreció como voluntario, yendo en cubierta como un peón agrícola, para luchar en la guerra de la Independencia de Israel, a favor de Israel como parte del Mahal. Anspach sirvió en una unidad antitanque.
Anspach creó el juego Anti-Monopoly, el cual le ocasionó una demanda en 1974 por parte de Parker Brothers. Mientras se investigaba el caso, Anspach descubrió las patentes del juego creado por Lizzie Magie "Landlord's Game", del cual se basó el juego del Monopoly. En 1979, las partes llegaron a un acuerdo que permitió a Anspach seguir comercializando el juego con el nombre de Anti-Monopoly. En 1983 en un caso de la Corte Suprema de los Estados Unidos, Anspach ganó el "Anti-Monopoly" y los derechos de marca del sufijo "-opoly" de Parker Brothers. Después de eso escribió The Billion Dollar Monopoly Swindle, un libro sobre la historia real del Monopoly y su lucha legal sobre el juego.
Falleció en marzo del año 2022.

## Obras
- Juegos[3]
  - Anti-Monopoly
  - Original-opoly
- Libros
  - The Billion Dollar Monopoly Swindle